# Сецимін-Польський
Сецимін-Польський (пол. Secymin Polski) — село в Польщі, у гміні Леонцин Новодворського повіту Мазовецького воєводства.
Населення — 168 осіб (2011).
У 1975-1998 роках село належало до Варшавського воєводства.

## Демографія
Демографічна структура станом на 31 березня 2011 року:
|          | Загалом | Допрацездатний вік | Працездатний вік | Постпрацездатний вік |
| -------- | ------- | ------------------ | ---------------- | -------------------- |
| Чоловіки | 84      | 20                 | 55               | 9                    |
| Жінки    | 84      | 19                 | 49               | 16                   |
| Разом    | 168     | 39                 | 104              | 25                   |